# Sarau
Sarau, tertúlia ou serão é uma reunião social, geralmente noturna e de caráter festivo, realizada, em geral, em casas particulares, clubes, teatros, bares ou até em praças públicas, onde as pessoas encontram-se para conversar, ouvir música, dançar, tocar, recitar poesias, ler livros, jogar, entre outros. Normalmente, ocorre com apresentações artísticas, musicais ou literárias. O objetivo é compartilhar experiências culturais e o convívio social.
No século XIX, o sarau era um evento bastante comum, sobretudo entre aristocratas e burgueses. Naquela época, realizá-lo no ambiente doméstico era uma das formas mais comuns de entretenimento social.

## Etimologia
O termo sarau tem origem no latim seranus ou serum, relacionados ao pôr do sol, o que explica a tradição de realizá-lo nesse período do dia ou à noite.